# Leif Engqvist
Leif Håkan Ingemar Engqvist (født 30. juli 1962 i Malmø, Sverige) er en svensk tidligere fodboldspiller (midtbane) og -træner.
Engqvist spillede 18 kampe og scorede to mål for det svenske landshold, og var med i landets trup til VM 1990 i Italien.
På klubplan repræsenterede Engqvist i en årrække Malmö FF i sin fødeby, og vandt to svenske mesterskaber og to pokaltitler med klubben.

## Titler
Allsvenskan
- 1986 og 1988 med Malmö FF

Svenska Cupen
- 1986 og 1989 med Malmö FF